# Dudi Sela
Dudi Sela, né le 4 avril 1985 à Kiryat Shmona, est un joueur de tennis israélien, professionnel depuis 2002.

## Carrière
En 2007, en barrage de la Coupe Davis il gagne ses deux matchs en simple en plus de 5 h : 5 h 07 contre Nicolás Massú et 5 h 01 contre Fernando González.
En 2009, il réalise sa meilleure performance dans un tournoi du Grand Chelem, à Wimbledon, en rejoignant la deuxième semaine (huitièmes de finale), une première pour un joueur israélien depuis Amos Mansdorf à l'Open d'Australie en 1992. En chemin, Sela élimine la tête de série no 18, demi-finaliste de l'édition précédente, l'Allemand Rainer Schüttler au deuxième tour, puis le no 15 mondial Tommy Robredo au troisième. Il est défait par le no 4 mondial Novak Djokovic en trois petits sets : 6-2, 6-4, 6-1.
En 2016, il atteint les seizièmes de finale de l'Open d'Australie, en battant Fernando Verdasco, qui venait de battre Rafael Nadal au premier tour.
Il a remporté 23 titres Challenger en simple : Togliatti en 2003, Lexington et Vancouver en 2005, Togliatti, Séoul et Yokohama en 2007, Vancouver en 2008, Rhodes et Vancouver en 2010, Busan, Ferghana et Nottingham en 2011, Bangkok en 2012, Busan, Astana et Tachkent en 2013, Batman, Vancouver et Suzhou en 2015, Shenzhen en 2016, Canberra et Nottingham en 2017 et Little Rock en 2019.

## Palmarès

### Finales en simple messieurs
| No | Date       | Nom et lieu du tournoi     | Catégorie   | Dotation  | Surface    | Vainqueur    | Score          |          |
| -- | ---------- | -------------------------- | ----------- | --------- | ---------- | ------------ | -------------- | -------- |
| 1  | 22-09-2008 | China Open, Pékin          | Int' Series | 499 000 $ | Dur (ext.) | Andy Roddick | 6-4, 66-7, 6-3 | Parcours |
| 2  | 21-07-2014 | BB&T Atlanta Open, Atlanta | ATP 250     | 568 805 $ | Dur (ext.) | John Isner   | 6-3, 6-4       | Parcours |

### Titre en double messieurs
| No | Date       | Nom et lieu du tournoi                 | Catégorie | Dotation  | Surface      | Partenaire     | Finalistes                       | Score            |          |
| -- | ---------- | -------------------------------------- | --------- | --------- | ------------ | -------------- | -------------------------------- | ---------------- | -------- |
| 1  | 25-04-2016 | TEB BNP Paribas Istanbul Open Istanbul | ATP 250   | 426 530 € | Terre (ext.) | Flavio Cipolla | Andrés Molteni Diego Schwartzman | 6-3, 5-7, [10-7] | Parcours |

## Parcours dans les tournois duGrand Chelem

### En simple
| Année | Open d'Australie | Open d'Australie | Internationaux de France | Internationaux de France | Wimbledon       | Wimbledon       | US Open         | US Open          |
| ----- | ---------------- | ---------------- | ------------------------ | ------------------------ | --------------- | --------------- | --------------- | ---------------- |
| 2005  | —                | —                | 1er tour (1/64)          | Roger Federer            | —               | —               | —               | —                |
| 2006  | —                | —                | —                        | —                        | —               | —               | —               | —                |
| 2007  | 2e tour (1/32)   | Marat Safin      | —                        | —                        | —               | —               | 2e tour (1/32)  | Juan Mónaco      |
| 2008  | 2e tour (1/32)   | Ivo Karlović     | 1er tour (1/64)          | Victor Hănescu           | 1er tour (1/64) | Olivier Rochus  | 1er tour (1/64) | N. Davydenko     |
| 2009  | 3e tour (1/16)   | J.-W. Tsonga     | 2e tour (1/32)           | Marin Čilić              | 1/8 de finale   | Novak Djokovic  | 1er tour (1/64) | Kevin Kim        |
| 2010  | 1er tour (1/64)  | Ivan Sergeyev    | 1er tour (1/64)          | Jürgen Melzer            | 1er tour (1/64) | Mikhail Youzhny | 2e tour (1/32)  | Mikhail Youzhny  |
| 2011  | 1er tour (1/64)  | J. M. del Potro  | —                        | —                        | 2e tour (1/32)  | Gilles Simon    | 2e tour (1/32)  | Roger Federer    |
| 2012  | 1er tour (1/64)  | Thomaz Bellucci  | 1er tour (1/64)          | Tomáš Berdych            | 1er tour (1/64) | Ivo Karlović    | —               | —                |
| 2013  | 1er tour (1/64)  | N. Davydenko     | —                        | —                        | —               | —               | 2e tour (1/32)  | Janko Tipsarević |
| 2014  | 1er tour (1/64)  | Jarkko Nieminen  | 1er tour (1/64)          | Donald Young             | 1er tour (1/64) | M. Kukushkin    | 2e tour (1/32)  | Grigor Dimitrov  |
| 2015  | 3e tour (1/16)   | Rafael Nadal     | 2e tour (1/32)           | J.-W. Tsonga             | 1er tour (1/64) | Dominic Thiem   | 1er tour (1/64) | Pablo Cuevas     |
| 2016  | 3e tour (1/16)   | Andrey Kuznetsov | 1er tour (1/64)          | Dustin Brown             | 1er tour (1/64) | David Ferrer    | 1er tour (1/64) | Pablo Cuevas     |
| 2017  | 2e tour (1/32)   | Lukáš Lacko      | —                        | —                        | 3e tour (1/16)  | Grigor Dimitrov | 2e tour (1/32)  | Sam Querrey      |
| 2018  | 1er tour (1/64)  | Ryan Harrison    | 1er tour (1/64)          | Elias Ymer               | 1er tour (1/64) | Rafael Nadal    | —               | —                |

N.B. : à droite du résultat se trouve le nom de l'ultime adversaire.

### En double
| Année | Open d'Australie                                                                  | Open d'Australie                                                                   | Internationaux de France                                                          | Internationaux de France                                                              | Wimbledon                                                                        | Wimbledon                                                                             | US Open | US Open |
| ----- | --------------------------------------------------------------------------------- | ---------------------------------------------------------------------------------- | --------------------------------------------------------------------------------- | ------------------------------------------------------------------------------------- | -------------------------------------------------------------------------------- | ------------------------------------------------------------------------------------- | ------- | ------- |
| 2008  | 1er tour (1/32) Harel Levy \|\| style="text-align:left;" \| Y. Allegro K. Vliegen | 1er tour (1/32) Harel Levy \|\| style="text-align:left;" \| A. Montañés S. Roitman | —                                                                                 | —                                                                                     | —                                                                                | —                                                                                     |         |         |
| 2009  | —                                                                                 | —                                                                                  | —                                                                                 | —                                                                                     | 1er tour (1/32) S. Koubek \|\| style="text-align:left;" \| A. Clément M. Gicquel | 1/8 de finale Lu Y-h. \|\| style="text-align:left;" \| M. Bhupathi M. Knowles         |         |         |
| 2010  | 2e tour (1/16) I. Kunitsyn \|\| style="text-align:left;" \| Ł. Kubot O. Marach    | 2e tour (1/16) J. Erlich \|\| style="text-align:left;" \| S. Huss André Sá         | —                                                                                 | —                                                                                     | —                                                                                | —                                                                                     |         |         |
| 2011  | 1er tour (1/32) A. Seppi \|\| style="text-align:left;" \| S. González P. Marx     | —                                                                                  | —                                                                                 | —                                                                                     | —                                                                                | —                                                                                     | —       |         |
| 2012  | —                                                                                 | —                                                                                  | 2e tour (1/16) F. Volandri \|\| style="text-align:left;" \| E. Butorac B. Soares  | 1er tour (1/32) A. Bogomolov \|\| style="text-align:left;" \| J. I. Chela E. Schwank  | —                                                                                | —                                                                                     |         |         |
| 2013  | —                                                                                 | —                                                                                  | —                                                                                 | —                                                                                     | —                                                                                | —                                                                                     | —       | —       |
| 2014  | —                                                                                 | —                                                                                  | —                                                                                 | —                                                                                     | —                                                                                | —                                                                                     | —       | —       |
| 2015  | —                                                                                 | —                                                                                  | —                                                                                 | —                                                                                     | —                                                                                | —                                                                                     | —       | —       |
| 2016  | —                                                                                 | —                                                                                  | 1er tour (1/32) D. Molchanov \|\| style="text-align:left;" \| G. Barrère Q. Halys | 2e tour (1/16) S. Robert \|\| style="text-align:left;" \| P.-H. Herbert Nicolas Mahut | 2e tour (1/16) S. Robert \|\| style="text-align:left;" \| Ł. Kubot A. Peya       |                                                                                       |         |         |
| 2017  | —                                                                                 | —                                                                                  | —                                                                                 | —                                                                                     | 1er tour (1/32) André Sá \|\| style="text-align:left;" \| N. Monroe Artem Sitak  | 1/8 de finale Steve Darcis \|\| style="text-align:left;" \| Robin Haase M. Middelkoop |         |         |
| 2018  | 1er tour (1/32) T. Fabbiano \|\| style="text-align:left;" \| Max Mirnyi P. Oswald | —                                                                                  | —                                                                                 | —                                                                                     | —                                                                                | —                                                                                     | —       |         |

N.B. : le nom du ou de la partenaire se trouve sous le résultat ; le nom des ultimes adversaires se trouve à droite.

## Parcours dans lesMasters 1000
| Année | Indian Wells         | Miami                 | Monte-Carlo | Rome | Hambourg puis Madrid | Canada               | Cincinnati          | Madrid puis Shanghai | Paris |
| ----- | -------------------- | --------------------- | ----------- | ---- | -------------------- | -------------------- | ------------------- | -------------------- | ----- |
| 2008  | 2e tour J.-W. Tsonga | 3e tour J. Acasuso    | —           | —    | —                    | —                    | —                   | —                    | —     |
| 2009  | —                    | 1er tour L. Hewitt    | —           | —    | —                    | 1er tour A. Falla    | 1er tour N. Almagro | 1er tour Zeng S.-X.  | —     |
| 2010  | 3e tour T. Robredo   | 2e tour F. Verdasco   | —           | —    | —                    | —                    | —                   | —                    | —     |
| 2011  | —                    | —                     | —           | —    | —                    | —                    | —                   | —                    | —     |
| 2012  | 2e tour G. Simon     | 1er tour A. Clément   | —           | —    | —                    | —                    | —                   | —                    | —     |
| 2013  | —                    | 2e tour J. Tipsarević | —           | —    | —                    | —                    | —                   | —                    | —     |
| 2014  | 1er tour F. López    | —                     | —           | —    | —                    | —                    | —                   | —                    | —     |
| 2015  | —                    | —                     | —           | —    | —                    | —                    | —                   | —                    | —     |
| 2016  | —                    | —                     | —           | —    | —                    | 1er tour John Isner  | —                   | —                    | —     |
| 2017  | 1er tour S. Robert   | 2e tour R. Nadal      | —           | —    | —                    | 1er tour K. Anderson | —                   | —                    | —     |
| 2018  | 3e tour M. Baghdatís | —                     | —           | —    | —                    | —                    | —                   | —                    | —     |

N.B. : sous le résultat se trouve le nom de l’ultime adversaire.

## Victoires sur le top 10
Toutes ses victoires sur des joueurs classés dans le top 10 de l'ATP lors de la rencontre.
| Légende         |
| --------------- |
| Grand Chelem    |
| Masters         |
| Jeux olympiques |
| Masters 1000    |
| 500 Series      |
| 250 Series      |
| Coupe Davis     |

| # | D.S.   | Tournoi     | Année | Surface | Adversaire        | Rang | Tour     | Score                     |
| - | ------ | ----------- | ----- | ------- | ----------------- | ---- | -------- | ------------------------- |
| 1 | no 105 | Coupe Davis | 2007  | Dur     | Fernando González | no 6 | Barrages | 4-6, 7-65, 5-7, 7-67, 6-3 |
| 2 | no 92  | Pékin       | 2008  | Dur     | David Ferrer      | no 5 | 1/8      | 6-3, 6-3                  |
| 3 | no 63  | Queen's     | 2010  | Gazon   | Andy Roddick      | no 7 | 1/8      | 6-4, 7-68                 |

## Classement ATP en fin de saison
| Année          | 2001 | 2002 | 2003 | 2004 | 2005 | 2006 | 2007 | 2008 | 2009 | 2010 | 2011 | 2012 | 2013 | 2014 | 2015 | 2016 | 2017 |
| Rang en simple | 1379 | 472  | 325  | 260  | 171  | 240  | 66   | 91   | 43   | 75   | 83   | 109  | 72   | 99   | 100  | 96   | 67   |

Source : (en) Classements de Dudi Sela sur le site officiel de la Fédération internationale de tennis